# یژی بینچیتسکی
یژی بینچیتسکی (لهستانی: Jerzy Bińczycki؛ ‏ ۶ سپتامبر ۱۹۳۷ – ۲ اکتبر ۱۹۹۸) بازیگر اهل لهستان بود.
از فیلم‌ها یا برنامه‌های تلویزیونی که وی در آن نقش داشته‌است، می‌توان به پزشک قلابی، قمار فوتبال، عالی‌مقام، سرگذشت استاد تواردوفسکی، داگنی، خوشنام، نمک زمین سیاه، با گذشتِ روزها، از پسِ سال‌ها…، کرانه‌ای دیگر، زندگی خانوادگی، پان تادئوش، روزها و شب‌ها و فرار از سینما لیبرتی اشاره کرد.